# SF Deizisau
SF Deizisau, pełna nazwa Schachfreunde Deizisau e.V. – niemiecki klub szachowy z Deizisau, założony w 1948 roku.

## Historia
Klub został założony 11 marca 1948 roku przez Alberta Bantela, Ferdinanda Bantela i Wenzela Wiesnera. W 1952 roku została utworzona drużyna młodzieżowa. W 1950 roku klub awansował do klasy A, później do Kreisklassy, a w 1957 roku uzyskał awans do Bezirksklassy. Na przełomie lat 50. i 60. klub grał w Kreisklassie i Bezirksklassie. Pod koniec lat 60. popularność klubu w okolicy uległa załamaniu i w 1970 roku liczył on zaledwie trzynastu członków, w efekcie czego rozwinięto grupę młodzieżową. W 1973 roku uzyskano awans do Bezirksklassy, po roku klub spadł do Kreisklassy, a w 1981 roku – do klasy A. W 1985 roku klub uchwalił statut i uzyskał status e.V. W 1987 roku z inicjatywy Gerharda Fausera opracowano nowy herb klubu. Na początku lat 90. SF Deizisau występował w Kreisklassie. W roku 1997 klub zainaugurował turniej Neckar-Open, który później stał się jednym z najbardziej prestiżowych szachowych zawodów w Niemczech. Rok później szachiści klubu awansowali do Bezirksligi, w tym okresie nawiązano także partnerstwo z SC Frankfurt-West. W 2000 roku awansowano natomiast do Landesligi. W 2004 roku klub otrzymał własną siedzibę. Trenerką w klubie została w tym czasie Vesna Mišanović, później zastąpiona przez Marinę Olbrich, a Deizisau awansowało do Oberligi. W 2007 roku nastąpił spadek do Verbandsligi, a w 2008 roku ponowny awans do Oberligi. W sezonie 2011/2012 pierwsza drużyna mężczyzn zajęła drugie miejsce w Oberlidze, zaś drużyna kobiet awansowała do Bundesligi. W roku 2016 szachiści klubu awansowali do 2. Bundesligi. W sezonie 2016/2017 SF Deizisau zajęło pierwsze miejsce w 2. Bundeslidze, wygrywając wszystkie mecze i awansując po raz pierwszy w historii do Bundesligi. Zawodnikami klubu w tamtym czasie byli m.in. Aleksander Graf, Michał Krasenkow i Philipp Schlosser. W swoim debiutanckim sezonie w Bundeslidze Deizisau zajęło piąte miejsce, a sezon 2018/2019 zakończono na czwartym miejscu w rozgrywkach. W sezonie 2019/2021 klub został wicemistrzem kraju. Sezon 2022/2023 klub zakończył na trzecim miejscu w lidze.

## Statystyki ligowe
Obejmują dane od sezonu 2004/2005. Źródło: Deutscher Schachbund
| Sezon     | Liga          | Miejsce | Punkty | Mecze | Z-R-P  |
| --------- | ------------- | ------- | ------ | ----- | ------ |
| 2004/2005 | Oberliga      | 7       | 7      | 9     | 3-1-5  |
| 2005/2006 | Oberliga      | 5       | 9      | 9     | 4-1-4  |
| 2006/2007 | Oberliga      | 9       | 5      | 9     | 2-1-6  |
| 2007/2008 | Verbandsliga  | 1       | 15     | 9     | 6-3-0  |
| 2008/2009 | Oberliga      | 4       | 9      | 9     | 4-1-4  |
| 2009/2010 | Oberliga      | 5       | 9      | 9     | 4-1-4  |
| 2010/2011 | Oberliga      | 7       | 6      | 9     | 2-2-5  |
| 2011/2012 | Oberliga      | 2       | 14     | 9     | 6-2-1  |
| 2012/2013 | Oberliga      | 7       | 8      | 9     | 4-0-5  |
| 2013/2014 | Oberliga      | 5       | 7      | 9     | 3-1-5  |
| 2014/2015 | Oberliga      | 5       | 10     | 9     | 5-0-4  |
| 2015/2016 | Oberliga      | 1       | 15     | 9     | 7-1-1  |
| 2016/2017 | 2. Bundesliga | 1       | 18     | 9     | 9-0-0  |
| 2017/2018 | Bundesliga    | 5       | 18     | 15    | 9-0-6  |
| 2018/2019 | Bundesliga    | 4       | 21     | 14    | 10-1-3 |
| 2019/2021 | Bundesliga    | 2       | 23     | 14    | 11-1-2 |
| 2021/2022 | Bundesliga    | 4       | 19     | 15    | 8-3-2  |
| 2022/2023 | Bundesliga    | 3       | 25     | 15    | 12-1-2 |
| 2023/2024 | Bundesliga    | 4       | 19     | 15    | 8-3-4  |

## Arcymistrzowie w historii klubu
Stan na sezon 2024/2025
| - Ilija Balinow - Tamás Bánusz - Matthias Blübaum - Daniel Dardha - Rustem Dautow - Adrien Demuth - Aleksandr Donczenko - Benjámin Gledura - Aleksander Graf - Aleksandr Griszczuk | - Abhijeet Gupta - Jan Gustafsson - Andreas Heimann - Gata Kamski - Vincent Keymer - Dmitrij Kollars - Ádám Kozák - Zdenko Kožul - Michał Krasenkow - Maxime Lagarde | - Péter Lékó - Marc’Andria Maurizzi - Georg Meier - Wadim Miłow - Jules Moussard - Peter Heine Nielsen - Tomáš Polák - Philipp Schlosser - Štěpán Žilka |